# 대한민국 민사소송법 제11조
대한민국 민사소송법 제11조는 재산이 있는 곳의 특별재판적에 대한 민사소송법조문이다.

## 조문
제11조(재산이 있는 곳의 특별재판적) 대한민국에 주소가 없는 사람 또는 주소를 알 수 없는 사람에 대하여 재산권에 관한 소를 제기하는 경우에는 청구의 목적 또는 담보의 목적이나 압류할 수 있는 피고의 재산이 있는 곳의 법원에 제기할 수 있다.

## 참조조문
제31조(전속관할에 따른 제외) 전속관할(專屬管轄)이 정하여진 소에는 제2조, 제7조 내지 제25조, 제29조 및 제30조의 규정을 적용하지 아니한다.

## 비교 조문
일본 민사소송법 제5조(재산권상의 소송에 대한 관할)
다음 각호에 열거한 소송은, 각각 당해 각호에 정해진 지역을 관할하는 재판소에 제기할 수 있다.
四. 일본국내에 주소(법인에 있어서는 사무소 또는 영업소. 이하 본호에서 같다)가 없는 자 또는 주소가 알려지지 않은 자에 대한 재산권에 관한 소 : 청구 또는 그 담보의 목적 또는 피압류가 가능한 피고의 재산의 소재지

## 판례

### 본조의 취지
- 민사소송법 제9조의 규정의 취지는 재산권상의 소의 피고가 외국인이라 할지라도 압류할 수 있는 재산이 국내에 있을 때에는 그를 상대로 승소판결을 얻으면 이를 집행하여 재판의 실효를 걷을 수 있기 때문에 특히 국내법원에 그 재판관할권을 인정한 것이다[1].